# کنترل روند در سی
کنترل فرآیند در سی، اشاره به دسته‌ای از توابع در کتابخانه استاندارد زبان برنامه‌نویسی سی دارد که برای عملیات اساسی و پایه‌ای کنترل فرایند در نظر گرفته شده‌اند. برای مثال، توابعی برای خاتمه دادن به اجرای برنامه با سطوح مختلف پاکسازی، اجرای یک مفسر فرمان خارجی، دریافت متغیرهای محیطی و ...
این توابع در فایل stdlib.h تعریف شده‌اند.
|                            | تابع          | تشریح                                                                                                |
| -------------------------- | ------------- | --- |
| خاتمه دادن به اجرای برنامه | abort         | برای خاتمه دادن به اجرای برنامه به صورت غیرعادی و بدون انجام پاکسازی                                 |
| خاتمه دادن به اجرای برنامه | exit          | خاتمه دادن به اجرای برنامه به صورت عادی و معمول و انجام پاکسازی                                      |
| خاتمه دادن به اجرای برنامه | _Exit         | خاتمه دادن به اجرای برنامه به صورت معمول اما بدون عمل پاکسازی                                        |
| خاتمه دادن به اجرای برنامه | atexit        | برای اجرای یک تابع در هنگام فراخوانی exit()‎                                                          |
| خاتمه دادن به اجرای برنامه | quick_exit    | برای خاتمه دادن به اجرای برنامه به صورت عادی و بدون انجام پاکسازی، اما با خالی کردن بافر ورودی/خروجی |
| خاتمه دادن به اجرای برنامه | at_quick_exit | برای اجرای یک تابع در هنگام فراخوانی quick_exit()‎                                                    |
| برقراری ارتباط با محیط     | getenv        | برای دسترسی به متغیرهای محیطی                                                                        |
| برقراری ارتباط با محیط     | system        | مفسر فرمان سیستم میزبان را فراخوانی کرده و دستوری را جهت اجرا برای آن ارسال می‌کند.                   |